# ماريانا كوسلوفا
ماريانا كوسلوفا (بالأوكرانية: Мар'яна Олегівна Козлова)‏ هي مدربة تزلج فني ‏ أوكرانية، ولدت في 4 أغسطس 1983 في خاركيف في أوكرانيا.

## وصلات خارجية
- ماريانا كوسلوفا على موقع الاتحاد الدولي للتزلج (الإنجليزية)